# Akūjān
Akūjān (persiska: اكوجان, Ākū Jān, آكو جان) är en ort i Iran.   Den ligger i provinsen Qazvin, i den nordvästra delen av landet, 150 km nordväst om huvudstaden Teheran. Akūjān ligger 1 541 meter över havet och antalet invånare är 814.
Terrängen runt Akūjān är kuperad söderut, men norrut är den bergig. Runt Akūjān är det ganska tätbefolkat, med 108 invånare per kvadratkilometer. Närmaste större samhälle är Rāzmīān, 11,4 km sydost om Akūjān. Trakten runt Akūjān består i huvudsak av gräsmarker.